# Stiphropus minutus
Stiphropus minutus là một loài nhện trong họ Thomisidae.
Loài này thuộc chi Stiphropus. Stiphropus minutus được Roger de Lessert miêu tả năm 1943.